# Исторические мечети Казани
Исторические мечети Казани — мечети в городе Казань, построенные до 1917 года (включая Закабанную мечеть, построенную при советской власти в 1924 – 1926 годах). Имели порядковую нумерацию согласно очередности открытия приходов.
К известным средневековым мечетям Казани относят объекты периода Казанского ханства, по которым имеются либо отдельные упоминания в письменных источниках, либо их наличие подтверждено археологическими раскопками (на территории казанского кремля это руины мечети Нур-Али, руины мечети при медресе Кул-Шарифа, руины Хан-джами рядом с башней Сююмбике, а также Отучева мечеть). Обычно принято считать, что старейшими мечетями города являются мечети Марджани и Апанаевская. Однако, мечети в Старо-татарской и других татарских слободах возникали с момента их основания, как один из основных градостроительных элементов татарских махаллей (общин), и по данным мечетям также сохранилась информация.
Так по доношению первого казанского митрополита Гермогена от 1593 года указывает, что в Старо-татарской слободе Казани «татаровя многие мечети в слободе учали ставити…». Проезжавший в 1733 году через Казань академик Иоганн Гмелин отмечает, что мечетей «в Татарской слободе, которая отделена от города и расположена вблизи озера Булак — четыре». Татары при контактах с властями также уточняли, что эти четыре мечети имелись в Татарской слободе «из давных лет у прадедов и дедов и отцов наших». Столько же (4) их оставалось и в следующие 19 лет, однако согласно поступившему указу от Св. Синода в 1742 году две деревянные мечети, построенные после установления в Казани царской администрации, были разрушены.
По другим двум мечетям с ханского периода в определении от 13.04.1744 г. Св. Синод указал, что «те мечети, которые по доношению из Казани оставлены в целостности и которые имеют до двух сот лет своего существования — не должны быть сломаны», и что следует «допустить в Казани, в Татарской слободе, две мечети». В частности, в «Плане места где была татарская слобода» от 24.03.1750 г., подготовленного после пожара 1749 года инженером-поручиком Н.Зверевым и артиллерии подполковником Алдр. Маметовым, указано прежнее расположение этих двух мечетей «ханского периода». Проведенные С.Саначиным и Х.Абдуллиным исследования данных материалов свидетельствуют:
Одна из этих деревянных мечетей «ханского периода» располагалась рядом с историческими местами расположения Сенного базара и соседнего с ним мусульманского некрополя ханского периода «изстари от казанского взятия» (мечеть приурочена к средней части здания бывших лавок Сенного базара по ул. Парижской коммуны, д.8). Однако после пожара 03.05.1749 года, охватившего северную часть татарской слободы деревянная мечеть у Сенного базара сгорает, а строительство новой мечети на прежнем месте оказывается невозможным по причине действия указа Сената от 06.06.1744 г., дозволявшего постройку новых зданий мечетей от «церквей и от русских и новокрещенных жилищ во отдалении и по конец их татарской слободы в поле». У Шигабутдина Марджани махалля современной Голубой мечети (ул. Нариманова, д.98) обозначена как «четвертая мечеть» и подчеркивается, что за 30 лет до строительства «пятой мечети» («Галеевской» на ул. Тукая, д.40), то есть в 1750-е года — на месте четвёртой мечети обосновывается махалля, построившая на том месте деревянную мечеть. Видимо, это были переселенцы из сгоревшей северной части Татарской слободы. Таким образом, построенная на месте Голубой мечети деревянная мечеть — для махалли стала заменой сгоревшей в 1749 году деревянной сенно-базарной мечети ханского периода.
Вторая деревянная мечеть располагалась в центре Старой татарской слободы, недалеко от берега озера Кабан (приурочена к торцам зданий по адресам ул. Ф.Карима, д.1 и ул. К. Насыри, д.25). Данная мечеть вероятно была утеряна в период 1749—1753 года, когда после пожара реализовывалась активная кампания по принудительному переселению мусульманского населения от берегов озера Кабан на удаленные окраины города. Возможности повторного восстановления этой мечети «ханского периода» на прежнем месте также не было, поскольку сразу после пожара 1749 года в районе Старо-татарской слободы началось активное строительство православных храмов (в 1750—1751 годах построены два храма) и переселение сюда церковнослужителей и новокрещенов из сгоревшей части городского посада (на последующих картах слобода уже обозначена как новокрещенская), что в соответствии с указом сената исключала возможность строительства мечетей на прежней территории. После длительных переписок, Сенат позволил татарам-магометанам остаться жить на прежних местах (в Старо-Татарской слободе), а спустя двадцать лет — в 1770—1771 годах, в шаговой доступности (на удалении 100—130 м) от места расположения деревянной мечети «ханского периода» будут построены две каменные мечети (Марджани и Апанаевская), здания которых сохранились до наших дней — данные мечети являются архитектурными доминантами района и формируют историческое ядро Старо-татарской слободы.
Таким образом, буквально за десятилетие (с 1742 по 1749—1753 годы) были утеряны старейшие на тот момент 4 исторические мечети. Однако в это же время формируются махалли в Ново-татарской слободе, приходы четвёртой и других мечетей.
В таблице представлена информация по другим историческим мечетям, построенным уже после пожара 1749 года.
| №  | Названиетат.                                                                                                | Адрес                                                                 | Год постройки                                                    | Примечание | Изображение |
| -- | --- | --------------------------------------------------------------------- | ---------------------------------------------------------------- | --- | ----------- |
| 1  | Мечеть аль-Марджани, Эфенди, Юнусовская, № 1Мәрҗани мәчете, Әфәнде                                          | ул. Каюма Насыри, 17                                                  | 1770                                                             | Старейшая функционирующая в наши дни каменная мечеть Казани. Мечеть относилась к махалле № 1. В советское время не прекращала свою работу. Своё название получила по имени известного богослова и ученого Шигабутдина Марджани, долгое время бывшего её имамом. |             |
| 2  | Апанаевская мечеть, Байская, Пещерная, № 2Апанай мәчете, Байлар                                             | ул. Каюма Насыри, 27                                                  | 1771                                                             | Мечеть относилась к махалле № 2. В 1930 году была закрыта и использовалась не по назначению (детский сад). Минарет, своды залов мечети были разрушены, а внутреннее пространство разделено на три этажа. В 1995 году возвращена верующим. |             |
| 3  | Галеевская мечеть, Мусы бая, Сенного базара, № 5Галиев мәчете                                               | ул. Г. Тукая, 40                                                      | 1801                                                             | Построена на средства купца Мусы Мамяшева. Мечеть относилась к махалле № 5. Каменная мечеть отображена в «Рукописном плане Казани 1806 года». В 1930-е годы была закрыта и использовалась не по назначению (гостиница). В настоящее время возвращена верующим и восстанавливается. |             |
| 4  | Мечеть Иске-Таш, Старокаменная, № 9Иске таш мәчете                                                          | ул. М. Гафури, 34а                                                    | 1802                                                             | Построена на месте, в котором по преданию были захоронены защитники Казани (1552). Мечеть относилась к махалле № 9. Каменная мечеть отображена в «Рукописном плане Казани 1806 года». В 1939 году была закрыта и использовалась не по назначению (школа, затем склад). В 1994 году возвращена верующим. |             |
| 5  | Белая мечеть, Большая каменная, № 11Ак мәчет, Урта-таш                                                      | ул. Кызыл Татарстан, 20                                               | 1805                                                             | Согласно определению Правительствующего сената от 08.08.1750 г. территория современной Ново-татарской слободы была заселена татарами-магометанами под строение более ста дворов и одной мечети (построена вероятно с момента образования слободы в 1750 году). На месте этой первой деревянной мечети «Ишкай муллы» (указана в «Плане города Казани 1796 года») в 1801 году начато строительство каменной (отображена в «Рукописном плане Казани 1806 года»). Каменная мечеть построена на средства купца Ракый-бая. Мечеть относилась к махалле № 11. В 1929 году была закрыта и использовалась не по назначению (школа, меховой цех). Минарет был разобран, сделаны перепланировка и пристрои. В 2004 году возвращена верующим. Поскольку в исламе под мечетью понимается место совершения коллективных намазов (то есть термин «мечеть» соответствует термину «место»), то по известным данным Урта-таш является старейшей мечетью («местом») города. |             |
| 6  | Первая соборная мечеть Адмиралтейской слободы, Юнусовская, № 13Бишбалта бистәсенең беренче җамигъ мәчете    | ул. Большая, 27                                                       | 1805                                                             | Построена на средства купца Юсуфа Муртазина. Мечеть относилась (предположительно) к махалле № 13. Отображена на картах города, начиная с «Плана губернского города Казани 1817 года». В 1939 году закрыта. Была снесена в 1980 году. |             |
| 7  | Голубая мечеть, № 4Зәңгәр мәчет                                                                             | ул. Нариманова, 98                                                    | 1819 (с 1750-х годов на месте каменной стояла деревянная мечеть) | Построена на средства купца Ахмета Аитова-Заманова. Мечеть относилась к махалле № 4 — махалля на данном месте формируется в 1750-е годы (после пожара 1749 года) и строит деревянную мечеть (отображена в «Плане города Казани 1796 года»), на месте которой позже возведена каменная Голубая мечеть. В 1932 году мечеть была закрыта и использовалась как жильё. В 1993 году возвращена верующим. В 2009 году восстановлен минарет. |             |
| 8  | Первая Пороховая мечеть, Первая соборная Пороховой слободы, № 14Барудия                                     | ул. Фрунзе, 15                                                        | 1837                                                             | Двухэтажная деревянная мечеть построена в Пороховой слободе на месте сгоревшей (1805). Мечеть относилась к махалле № 14. Имела минаретное окончание в форме шпиля, что не встречается в казанских мечетях того времени. Указывается на картах, начиная с «Карты города Казани 1860 года» (в предшествующих картах Пороховая слобода обычно не указывается). В 1930 году мечеть была закрыта. Снесена в 1973 году. Формы минарета мечети были использованы при возведении мечети «Рамазан». |             |
| 9  | Мечеть Нурулла, Сенная, Базарная, Юнусовская, № 7Нурулла мәчете                                             | ул. Московская, 74/15                                                 | 1849                                                             | Двухэтажная каменная мечеть построена на территории Сенного базара Старо-Татарской слободы на средства купцов Юнусовых. Мечеть относилась к махалле № 7. Каменная мечеть указана в «Плане города Казани 1848 года». В 1929 году была закрыта и использовалась не по назначению (жильё). Минарет был разобран. В 1992 году возвращена верующим. |             |
| 10 | Султановская мечеть, Усмановская, Красная,№ 8Солтан мәчете                                                  | ул. Г. Тукая, 14/19                                                   | 1868                                                             | Построена на средства купца Джиганши Усманова. Своё название получила по имени купца Султана Усманова, содержавшего её. Мечеть относилась к махалле № 8. Мечеть в картографическом материале города указывается начиная с карты 1877 года. В 1931 году была закрыта. В 1994 году возвращена верующим. |             |
| 11 | Бурнаевская мечеть, № 3Борнай мәчете                                                                        | ул. Ахтямова, 7                                                       | 1872                                                             | Мечеть относилась к махалле № 3. Махалля в этом районе предположительно существовала ещё до пожара 1749 года и последующего строительства в 1750—1751 годах в Старо-татарской слободе православных храмов (поскольку в дальнейшем рядом с ними запрещалось заселение магометан). В «Плане города Казани 1796 года» рядом в будущей мечетью указано каменное здание (ул. Тукая, 85), которое видимо выполняло функцию молельного дома (на карте указана как мечеть). Предшественник каменной — первая деревянная мечеть третьей махалли — построена в 1799 году невдалеке от места расположения современной мечети, с другой стороны ул. Сары Садыковой — на месте парковки у бизнес-центра «Бахадир» — на углу пересечения улиц Ахтямова и Садыковой (расположение деревянной мечети на данном месте указано на картах 1817—1822 годов). Чуть позже деревянная мечеть переносится на место расположения современной каменной мечети на ул. Ахтямова, д.7 (новое местоположение мечети указывается начиная с карты 1860 г). Каменная мечеть была построена взамен прежней деревянной на средства купца М. К. Бурнаева в 1872 году. В 1930-х годах была закрыта. В 1994 году возвращена верующим. |             |
| 12 | Казаковская мечеть, № 12Казаков мәчете, Абдулкарим мәчете                                                   | ул. Татарстан, 13                                                     | 1876                                                             | Построена на средства купца 2-й гильдии Мухаметзяна Назировича Абдулкаримова (Казакова) на месте старого мусульманского кладбища (судя по карте г. Казани 1814 года, некрополь располагался между домами № 45 и 51 по ул. Татарстан). Место под будущую мечеть была выкуплена в 1874 году купцом купцом 2-й гильдии Мухаметзяном Сулеймановичем Аитовым. Мечеть относилась к махалле № 12. Была снесена в 1975 году при строительстве улицы Татарстан (перед планируемым приездом Брежнева Л. И.), поскольку не вписывалась в картину новых высотных домов, строящихся в это время по ул. Татарстан. Мечеть располагалась на месте сквера перед домом по адресу ул. Татарстан, д.13 (дом был завершен строительством в 1977 году.) |             |
| 13 | Азимовская мечеть, Заводская, № 6Әҗем мәчете, Читән бистәсе мәчете                                          | ул. Фаткуллина, 15                                                    | 1890                                                             | Каменная мечеть построена на средства купца Муртазы Азимова на месте прежней деревянной (1804 года постройки, отмечена на картах 1815, 1835, 1860, 1877 гг. и более поздних картах). Мечеть относилась к махалле № 6. В 1939 году была закрыта. В 1990—1992 годах реконструирована и реставрирована. С 1992 года используется по назначению. |             |
| 14 | Вторая соборная мечеть Адмиралтейской слободы, Аитовская, № 15Бишбалта бистәсенең икенче җамигъ мәчете      | ул. Большая, 67                                                       | 1899                                                             | Построена на средства купца Сулеймана Аитова. В 1929 году была закрыта. Была снесена в 1980 году. Имеются несколько вариантов по адресу расположения мечети второй махалли Бишбалты: ул. Большая, д. 67, либо на участке вдоль красной линии ул. Большой, участок располагался перед домами 63Б, 63 и 63А (по германским авиафотосъемкам слободы 1943 года). Мечеть относилась (предположительно) к махалле № 15. |             |
| 15 | Вторая Пороховая мечеть, Вторая соборная Пороховой слободы, Рафиковская, № 16Баруд бистәсенең икенче мәчете | ул. Сабан, между д.4 и д.7Б (ранее — ул. Февральская, 9)              | 1899                                                             | Деревянная мечеть построена на средства купца Ахметгали Рафикова. Располагалась на месте ул. Сабан, теперь на этом месте парковка. В 1929 году была закрыта — минарет разобрали, а здание перевели под детский сад. Снесена в 1988 году. Местоположение мечети хорошо зафиксировано на карте 1943 г. (немецкая фотосъемка Казани). Мечеть относилась (предположительно) к махалле № 16. |             |
| 16 | Розовая мечеть, Низенькая бухарская, Зелёная, № 10Ал мәчет                                                  | ул. М. Гафури, 67                                                     | 1906                                                             | Каменная мечеть построена на средства купца Мухаммед-Садыка Галикеева на месте деревянной (1808 года постройки, территория мечети отдельно выделена в «Плане города Казани 1848 года»). Название получила из-за цвета стен. Мечеть относилась к махалле № 10. В 1931 году закрыта и использовалась не по назначению (профилакторий). В 1990-е годы возвращена верующим. |             |
| 17 | Мечеть на Старом татарском кладбище, № 17, Вторая ПлетеневскаяИске татар зиратында мәчет, № 17              | ул. Шарифа Камала, 12                                                 | 1906                                                             | Деревянная мечеть была построена на месте старого мусульманского кладбища (некрополь указан на картах города, начиная с карты 1796 г.), в том числе на средства купца Садыка Хайбуллина. В 1931 году была закрыта. Спустя несколько лет здание было разобрано, предположительно, при подготовке территории к строительству здания горбольницы № 5 (сейчас — «Клиники медицинского университета В. П. Крупина»). Точное местоположение мечети указано в «Плане Казани 1914 г. издания Горуправы». |             |
| 18 | Мечеть Ягодной слободы, Пятивременная мечеть, Раджап, № 19Җиләк бистәсенең мәчете, Рәҗәп                    | ул. Энгельса, д. 20 (ранее — угол улиц Смоленской и Царевококшайской) | 1910                                                             | Была открыта в деревянном здании льнопрядильной фабрики И. И. Алафузова, построенном в 1897 году. В 1930 году была закрыта. В настоящий момент — это единственное сохранившееся здание среди дореволюционных мечетей Заказанья. В настоящее время мечеть функционирует, современное название — мечеть «Раджап». Мечеть относилась (предположительно) к махалле № 19. |             |
| 19 | Закабанная мечеть, № 18, Мечеть 1000-летия принятия Ислама, ЮбилейнаяКабан арты мәчете                      | ул. Х. Такташа, 26                                                    | 1926                                                             | Каменная мечеть построенная в 1926 году. В 1930 году была закрыта. Возвращена верующим в 1991 году. |             |